# Estádio Laurent Pokou
O Estádio Laurent Pokou (em francês: Stade Laurent Pokou), anteriormente denominado Estádio de Sán-Pedro (em francês: Stade de Sán-Pedro), é um estádio de futebol localizado na cidade de San-Pédro, na Costa do Marfim. Oficialmente inaugurado em 9 de setembro de 2023, foi uma das sedes oficiais do Campeonato Africano das Nações realizado no país em 2023.
É oficialmente a casa onde o clube local Football Club Sán Pédro manda seus jogos oficiais por competições nacionais e continentais. A Seleção Marfinense de Futebol também manda esporadicamente jogos amistosos e oficiais no estádio, cuja capacidade máxima é de 20 000 espectadores.

## Histórico
A construção de um novo estádio em San-Pédro para abrigar jogos oficiais do Campeonato Africano das Nações de 2023 começou em setembro de 2018. De acordo com o cronograma original, o estádio deveria estar totalmente construído em 2 anos, porém o prazo para conclusão das obras foi estendido para 2023, em decorrência, dentre outros fatores, da pandemia da COVID-19. A própria edição do prinicipal torneio continental das seleções de futebol africanas também foi adiada para o início de 2024.
O estádio foi construído em parceria com a República Popular da China e a responsabilidade pelo projeto arquitetônico e condução dos trabalhos ficou a cargo da China Civil Engineering Construction Corporation (CCECC), em parceria com a empresa marfinense Omni Travaux. Quase 1 000 operários foram empregados na construção do estádio. O custo total das obras foi de US$ 67 000 000.
A inauguração oficial do novo estádio ocorreu em 8 de setembro de 2023 com a presença do Ministro dos Esportes da Costa do Marfim Claude Paulin Danho, acompanhado pelo embaixador chinês no país, além de representantes da construtora responsável pela execução das obras, a família de Laurent Pokou, representantes da Confederação Africana de Futebol e demais autoridades públicas marfinenses.
Um dia depois, o primeiro jogo oficial aconteceu no estádio. Em uma partida válida pelas eliminatórias para o Campeonato Africano das Nações, a Costa do Marfim venceu o Lesoto pelo placar de 1–0. Esta foi a primeira partida disputada entre seleções nacionais na cidade de Sán-Pédro.

## Homenagem
O novo estádio teve seu nome original alterado como forma de render homenagem à Laurent Pokou, futebolista marfinense que atuou como atacante, falecido em 2016, que marcou 14 gols pela Seleção Marfinense de Futebol em duas edições do Campeonato Africano das Nações realizadas em 1968 e 1970, estabelecendo um recorde de artilharia que somente foi superado por Didier Drogba em 2008.

## Características do estádio
O novo estádio foi construído na região suburbana norte de Sán-Pédro, a cerca de 8 km do centro da cidade, na principal saída para o leste, em direção à Abidjã. A área ao redor do estádio era pouco desenvolvida antes da construção e parte da floresta nativa teve que ser desmatada para viabilizar o início das obras.
O complexo esportivo possui caráter multiuso e conta com uma pista de atletismo e um campo de grama sintética. De cada lado do gramado, há duas arquibancadas cobertas de nível único, com capacidade total para 20 000 espectadores. Duas aberturas na cobertura foram deixadas nas curvas onde estão localizadas os telões de LED.
As duas arquibancadas são semelhantes, mas a arquibancada do lado oeste conta com camarotes VIP e amplas instalações de apoio. Atrás das arquibancadas, há quatro refletores de luz. Estéticas locais foram integrados à arquitetura do estádio com elementos que simbolizam as palmeiras-de-óleo. Os assentos nas arquibancadas possuem as três cores da bandeira nacional do país: laranja, branco e verde. Diversas vagas de estacionamento foram criadas ao redor do estádio. O terreno onde a instalação está localizada ocupa uma área total de 22,4 hectares.

## Partidas disputadas

### CAN 2023
| Data                  | Horário     | Mandante | Placar         | Visitante     | Fase do torneio  | Público presente |
| --------------------- | ----------- | -------- | -------------- | ------------- | ---------------- | ---------------- |
| 17 de janeiro de 2024 | 17:00 (GMT) | Marrocos | 3–0            | Tanzânia      | Fase de grupos   | 15 478           |
| 17 de janeiro de 2024 | 20:00 (GMT) | RD Congo | 1–1            | Zâmbia        | Fase de grupos   | 15 478           |
| 21 de janeiro de 2024 | 14:00 (GMT) | Marrocos | 1–1            | RD Congo      | Fase de grupos   | 13 342           |
| 21 de janeiro de 2024 | 17:00 (GMT) | Zâmbia   | 1–1            | Tanzânia      | Fase de grupos   | 13 342           |
| 24 de janeiro de 2024 | 17:00 (GMT) | Namíbia  | 0–0            | Mali          | Fase de grupos   | 15 231           |
| 24 de janeiro de 2024 | 20:00 (GMT) | Zâmbia   | 0–1            | Marrocos      | Fase de grupos   | 15 231           |
| 28 de janeiro de 2024 | 20:00 (GMT) | Egito    | 1–1 (7–8) d.p. | RD Congo      | Oitavas-de-final | 12 342           |
| 30 de janeiro de 2024 | 20:00 (GMT) | Marrocos | 0–2            | África do Sul | Oitavas-de-final | 19 078           |